# Maschinengewehr 45
Das Maschinengewehr 45, kurz MG 45, auch MG 42V, ist ein Rückstoßlader mit einem verzögerten Masseverschluss, (bzw. masseunterstützten Rollenverschluss). Es war als Nachfolgemodell des MG 42 vorgesehen.

## Hintergründe
Nach den 1944 eingeführten Materialsparmaßnahmen wurde eine vereinfachte Version des MG 42 gefordert. Die Firma Mauser entwickelte daraufhin eine vereinfachte Variante des MG 42, während zeitgleich die Firma Großfuß ein zunächst MG 42V und später MG 45 genanntes MG mit einem masseunterstützten Rollenverschluss konstruierte. Diese Waffe wurde bereits im Juni 1944 erprobt. Die weitere Entwicklung zog sich jedoch in die Länge, so dass bei Kriegsende nur zehn Waffen gefertigt waren.

## Aufbau, Nachfolger
Viele Teile waren identisch mit denen des MG 42. So wurden die Munitionszuführung, die Abzugsgruppe und Teile des Gewehrkolbens übernommen. Lediglich der Verschluss basierte auf dem Prinzip des verzögerten Masseverschlusses. Die Entwicklung wurde nie ganz vollendet, so dass man eher von einem Prototyp sprechen muss. Der Hauptvorteil der neuen Waffe war eine verringerte Fertigungszeit, das Waffenamt ging von 60 % der des MG 42 aus. Das Gehäuse war eine einfache Stanzkonstruktion mitsamt Mündungsfeuerdämpfer, da der Rückstoßverstärker entfiel. Der Lauf war nun ein einfaches Drehteil ohne Verriegelungsstück mit einer Lebensdauer von über 10.000 Schuss. Im Gegensatz zum MG 42 hatte das MG kein Bodenstück, weshalb der Verschluss umständlich nach oben entnommen werden musste.  Das Verschlussprinzip des MG 45 bildete die Grundlage für das von der SIG hergestellte MG 710 sowie für einen Versuchsnachbau von Rheinmetall mit der Bezeichnung MG 60. Diese Waffen zeigten sich jedoch nicht bedeutend besser als das MG 42 und dessen unmittelbare Nachfolger.
Das Verschlussprinzip ermöglichte jedoch eine Vereinfachung des Aufbaus leichterer Waffen und wurde von einigen Herstellern weiterentwickelt. Das G3 von  Heckler & Koch basiert ebenso auf diesem Verschluss wie die Waffen von CETME sowie das schweizerische Sturmgewehr 57 und seine kommerzielle Variante SIG-AMT. Neben der Firma SIG wurde diese Waffe auch von Beretta in Lizenz hergestellt. Abnehmer war ab 1961 Chile mit 48.483 gelieferten Waffen.

## Das Verschlussprinzip

Funktion des verzögerten Masseverschlusses

Der Verschluss des MG 45 hat wie beim MG 42 Stützrollen. Beim MG 42, einem Rückstoßlader mit Rohrrücklauf, laufen Verschluss und Lauf gemeinsam zurück, bis sie durch das Einschieben der Rollen getrennt werden. Im Unterschied zum MG 42 ist das MG 45 ein Rückstoßlader mit einem masseunterstützten Rollenverschluss und feststehendem Lauf. Das Verschlussprinzip des MG 45 funktioniert folgendermaßen: Im Verschlusskopf sind beiderseits die Stützrollen gelagert. Beim Vorlauf wird der Verschlusskopf am Laufende gestoppt, das Steuerstück läuft weiter, drückt mit dem vorneliegenden Keil die beiden Rollen in die Verriegelungslager und schlägt auf den Zündstift. Der Schuss bricht. Durch den Druck des Hülsenbodens auf den Verschlusskopf werden die Stützrollen aus ihren Lagern nach innen auf den Keil des Steuerstückes gepresst. Dadurch wird dieses nach hinten beschleunigt, gleichzeitig ist die Rücklaufgeschwindigkeit des Verschlusskopfes erheblich verzögert, bis der Keil die Stützrollen freigibt. Die Keilform ist so gerechnet, dass dies nicht vor dem Druckabfall in Lauf und Hülse geschieht. Daraufhin zieht das beschleunigte Steuerstück den Verschlusskopf inklusive Patronenhülse mit nach hinten. Dies ist die klassische Funktion des verzögerten Masseverschlusses.
Da beim Schuss der Verschlusskopf nicht blockiert ist, sondern kontinuierlich geringfügig nach hinten läuft, muss vermieden werden, dass die Hülse bei noch hohem Gasdruck zerrissen wird. Dazu können in den sich vorne verjüngenden Teil des Patronenlagers Druckausgleichsrillen gefräst sein, wodurch der Innendruck auf den Hülsenkonus ausgeglichen wird. Ob auch das MG 45 Entlastungsrillen hatte, ist umstritten. Werner Gruner gab an, dass Entlastungsrillen vorhanden waren, sein Mitarbeiter Hans-Joachim Kaltmann bestritt dies.

## Weitere technische Daten
| Stückzahl              | ca. 10   |
| Masse des Verschlusses | 0,845 kg |